# جامعة داغستان الطبية الحكومية
جامعة داغستان الطبية الحكومية (بالروسية: Дагестанский государственный медицинский университет) - مؤسسة حكومية فدرالية للتعليم العالي في محج قلعة والتي تعد المتخصصين في مجال الطب والمستحضرات الصيدلانية. يدرس في الجامعة أكثر من 5 آلاف طالب بما في ذلك أكثر من 100 طالب أجنبي من 12 دولة مختلفة.
يدرِّس في الجامعة أكثر من 700 مدرس، بما في ذلك الأكاديميين من أكاديمية موسكو للعلوم الطبية، 116 دكاترة العلوم، 66 أستاذ جامعي، 418 ماجستير و179 أستاذ مشارك.

## تاريخ
تأسست الجامعة عام 1932 باسم معهد داغستان الطبي الحكومي. وكانت تضم في البداية شملت كلية طب واحدة. وفي عام 1937 خرَّجت أول دفعة من الأطباء.
في عام 1964 فُتح لدى الجامعة القسم المسائي لكلية الطب، وفي عام 1965 فُتحت كلية طب الأسنان، وفي 1969 فتح قسم طب الأطفال، وفي عام 1974 - القسم التحضيري، وفي عام 1983 - كلية الطب المتقدم في عام 1986 - الكلية التحضيرية للمواطنين الأجانب وفي عام 1987 أنشئ مختبر البحوث المركزي وفي عام 1994 تشكل مجلس متخصص للدفاع عن رسائل الماجستير والدكتوراه.
في عام 1976 أصبح المعهد جامعة من الدرجة الأولى. في عام 1982 منحت الجامعة وسام الصداقة بين الشعوب.
في عام 1995 حصل على لقب أكاديمية، وفي عام 2016 - أصبحت جامعة.
يبلغ عدد أطباء المخرّجين إلى أكثر من 27 ألف طبيب.

## هيكل
- تضم الجامعة خمس كليات:
  - كلية الطب
  - كلية طب الأطفال
  - كلية طب الأسنان
  - كلية الوقائية الطبية
  - كلية الصيدلة

وتشمل على 75 قسم.
وأيضاً: معهد بحوث الإيكولوجيا البشرية في الأقاليم الجبلية، العيادات الاستشارية والتشخيصية، الكلية الطبية، مركز التوظيف لخريجي الجامعة، قسم المعلومات والحوسبة، مركز الدعم الفني، القسم التحليلي، مركز الإنترنت، المكتبة الطبية العلمية، المجمع الرياضي، مركز النشر والطباعة.

## الوصلاة الخارجية
- الموقع الرسمي للجامعة